# Hoplitosaurus
Hoplitosaurus là một chi khủng long, được F. Lucas mô tả khoa học năm 1902.